# 黑喉異天竺鯛
黑喉異天竺鯛（學名：Xeniamia atrithorax），為輻鰭魚綱鈎頭魚目天竺鯛科異天竺鯛屬下的一個種，分布於西太平洋越南慶和省外海海域，深度40至119公尺，體長可達3公分，棲息珊瑚礁區，夜間活動，屬肉食性，繁殖期時，雄魚具有口孵習性，卵約7日化成仔魚，由雄魚吐出，具短暫的仔魚飄浮期，生活習性不明。